# WTA Parma
Das WTA Parma (offiziell: Emilia-Romagna Open) war ein Tennisturnier der Kategorie WTA 250 der WTA Tour, das in Parma Mitte Mai 2021 ausgetragen wurde.

## Siegerliste

### Einzel
| Jahr               | Siegerin   | Finalgegnerin | Ergebnis |
| ------------------ | ---------- | ------------- | -------- |
| ↓ Kategorie: 250 ↓ |            |               |          |
| 2021               | Cori Gauff | Wang Qiang    | 6:1, 6:3 |

### Doppel
| Jahr               | Siegerinnen                  | Finalgegnerinnen            | Ergebnis |
| ------------------ | ---------------------------- | --------------------------- | -------- |
| ↓ Kategorie: 250 ↓ |                              |                             |          |
| 2021               | Cori Gauff Catherine McNally | Darija Jurak Andreja Klepač | 6:3, 6:2 |